# 特迪 (短篇小说)
《特迪》（英語：Teddy）是美国作家J.D.塞林格创作的短篇小说，完成于1952年11月22日，1953年1月31日首次发表于的《纽约客》杂志， 并收录在1953年的短篇小说集《九故事》中。 这篇小说的创作受到《拉玛克里斯纳福音书》的影响，塞林格借助故事中小男孩特迪的形象，向读者介绍了禅宗和吠檀多思想，他认为接受这类思想的前提是克服美国在1950年代的文化沙文主义。
写作这篇小说时，塞林格正在准备出版短篇小说集《九故事》，小说集首篇是《逮香蕉鱼的最佳日子》，因为他需要为此书结尾创作一篇与之呼应的故事。
在塞林格的中篇小说《西摩小传》中，虚构的格拉斯家族成员巴迪·格拉斯声称是自己创作了《九故事》中的《特迪》及其他几篇小说。

## 情节
故事由发生在一艘豪华游轮上的几个片段组成，时间设定在1952年10月28日10:00至10:30之间。
主角西奥多·“特迪”·麦卡德尔是个10岁的天才男孩，正与父母和妹妹乘船返回美国。先前特迪到英国参加“莱德克检测小组”组织的有关宗教与哲学的研究测试，该实验是为探究特迪是否真的实现了自称的精神超越。
第一个场景发生在这一家人的舱房，特迪站在父亲的昂贵的皮包上，从舷窗向外观望。父亲显然喝醉了，他试图透过言语控制儿子的行为；特迪的母亲则放纵孩子，并在言语上挑衅丈夫：两人都没有对孩子的行为造成任何影响。 伴随对父母旨意的消极违背，特迪借由窗外撒落的橘子皮思索存在的本质及身体的持存。这类思想来源于禅宗和吠檀多，但父母对特迪传达的精神见解不以为意，他们只将其当做孩子早熟的呓语。父母让特迪去甲板上找6岁的妹妹布波，因为布波拿走了父亲昂贵的相机，不知在哪玩耍。出门时，特迪暗示父母，他们或许再也见不到他了，他将只存在于他们的记忆之中。
特迪在主甲板上与一名女少尉短暂交谈，他问这位军官填字游戏何时开始。随后，特迪在运动甲板上找到了妹妹布波。布波正和一个小男孩玩耍，她似乎很讨厌这个小男孩。布波是个专横的女生，与哥哥平和的性格形成了鲜明对比。特迪让妹妹带着相机回到舱房，并提醒她待会在游泳课上见。
最后一个场景发生在日光浴甲板，特迪坐在为自己家庭预留的躺椅，阅读自己最近写下的日记。日记内容包括提醒自己与父亲建立良好关系；对一位文学教授的信件评论；待学习的词汇清单；冥想时间表。接着特迪在本子上写道：“事情要就是发生在今天，要就是发生在1958年2月14日我满十六岁的那天。提这事都让人觉着可笑了。”
接着，一位年轻人上前与特迪交谈。年轻人名叫鲍勃·尼科尔森，他先前与特迪相识，并听过特迪测试时的采访录音。尼科尔森向特迪询问有关轮回戒律的问题，特迪向他描述了自己眼中的上帝，他与父母的关系，以及他对禅宗的看法。特迪还向尼科尔森提出了一个有关逻辑本质的隐喻，借此挑战了这位年轻人对现实理性的固有认知。在描述死亡与轮回时，特迪以自己为例，假设说自己在即将到来的游泳课上或许会发生意外。
然后特迪中断了谈话，前往参加游泳课。尼科尔森跟随特迪穿过甲板，正当他接近泳池时，突然听见一声长长的、极为刺耳的女孩尖叫声。故事戛然而止。

## 分析

### 舱房与橘子皮
在故事开篇的舱房场景，塞林格引入了禅宗哲学的两个概念：“对神的认识”，也即对“内在精神”的认识；“无常的信念”，一种基于“吠檀多信仰认为独立存在皆为幻觉”的信念。
特迪站在行李包上望向窗外，他的身体留在舱房，容忍父母“以物质为中心的训诫”，但灵魂却升入了更高的领域。 特迪强大的自持力来自于吠檀多的“不执著哲学”，这种思维帮助他区分“幻象世界”——物质的世界，与“真实世界”——“只有与神的统一才为真实”。
现时漂浮于海面、稍后将沉入海底的橘子皮引发了特迪有关唯我论的沉思。特迪将这种思想隐含在他与父母的告别话语中：“我走出这扇门后，我会只存活在我所有熟人的心里……我会成为一片橘予皮。”但很显然，他的父母皆为灵魂“未成熟者”，他们无法理解这种预告。塞林格使用这种吠檀多式的预言向读者暗示了特迪的最终命运。

### 布波
特迪不仅容忍父母的物质规训，他还对自己的妹妹布波——塞林格传记作者 Kenneth Slawenski 将她描述为“一个专横的小女孩”，认为“她或许是塞林格所有小说中最恶毒的孩子形象”——表现出极大地宽容。
特迪与布波分别时，布波向他喊道“我恨这大海上的每一个人！”。塞林格在此强调了整个故事的发生背景：大海，目之所及只有远处的地平线，故事角色漂浮在这无边无界的世界，大海的场景折射出“禅宗与吠檀多有关存在的理念”。
特迪认为自己的妹妹“不是有过许多次前世”的人，因此他宽容并理解妹妹的行为。 而布波的厌世性格也赋予了她在故事末尾可能作出的行为的合理性。

### 鲍勃·尼科尔森
最后一个场景发生在游轮上的日光浴甲板。鲍勃·尼科尔森是都柏林三一学院的教师，他与“莱德克检测小组”成员熟识，并参与了先前对特迪的特约访问。 塞林格设置尼科尔森这个角色有两方面目的。首先，尼科尔森可作为特迪的陪衬，他向特迪提出充满逻辑的问题，试图挑战特迪的禅宗、吠檀多哲学。通过这种方式，塞林格回应了读者面对东方哲学可能产生的敌意和质疑。 据 Kenneth Slawenski 所言，根植于逻辑的思维污染了对神的认识，并且尼科尔森也象征了知识的力量，知识偏转了个体对灵魂真理的追求。
尼科尔森角色的第二个目的是为见证特迪生前的最后一番谈话，以及他的死亡。在对话中，特迪设想了可能致他死亡而继续轮回的事件。在他们交流的间隙，特迪的心灵似乎暂时脱离当前谈话，并接收了一种内在的声音或视觉图像，他引用17世纪诗人松尾芭蕉的俳句：
蝉鸣正喧闹，全不察觉将殒灭。即在一瞬间。
路途何寂寂，无人彳亍于此一秋日之黄昏。
而后尼科尔森跟随特迪来到泳池，突然他听见，却没看见，特迪先前预言的意外事件。读者可以合理推测，却永远也无法确信特迪的最终命运。

### 泳池结局
《特迪》的结局被描述为“有争议”，并被认为是塞林格“所有作品中最受批评的故事结局。”
塞林格在小说中三次暗示了特迪的结局。第一处是在故事起始，特迪走出舱房时对父母说自己“将只存在他们的记忆中”。第二处是特迪在日记末尾写的“事情要就是发生在今天，要就是发生在1958年2月14日我满十六岁的那天。”第三处是在特迪与尼科尔森交谈时，他谈到自己或许会被妹妹推入干涸的泳池摔死。这三处暗示促使读者确信特迪的死亡预言，也即被妹妹布波推入泳池，因此妹妹发出了故事结尾那声尖叫。
Slawenski 提出了另外两种可能从故事结尾段落推测出的结局。其一是特迪“意识到了妹妹的威胁”，而反过来将她推入了泳池，即预谋杀人。 另一可能结局是特迪在落入泳池时也拉上了妹妹，两人一起摔死在池底，因为特迪期望带领妹妹快速进入下一次轮回。 但是“这些结局都不能令人满意”，Slawenski 说。
对此故事的批评主要集中在争议性的结局，而非有关禅宗哲学的涉猎。
塞林格形容这篇小说为一次“精彩的狩猎”，“令人难忘”的同时伴随有一些“令人不快的争议”和“彻底的失败”。

### 脚注
1. ↑  Salinger, J.D. . The New Yorker. 1953-01-31  [2022-08-29]. （原始内容存档于2022-08-29） （美国英语）.
2. ↑  Slawenski 2010，第235-236頁.
3. ↑  Wenke 1991.
4. 1 2 3  Slawenski 2010，第237頁.
5. ↑  Slawenski 2010，第237-238頁.
6. ↑  Slawenski 2010，第238頁，脚注.
7. ↑  Slawenski 2010，第238頁.
8. 1 2 3  Slawenski 2010，第239頁.
9. ↑  Alexander 1999，第169-172頁.
10. ↑  Slawenski 2010，第239-240頁.
11. ↑  Slawenski 2010，第240頁.